# Principio y fin
Principio y fin é um filme de drama mexicano de 1993 dirigido e escrito por Arturo Ripstein e Paz Alicia Garciadiego. Foi selecionado como representante do México à edição do Oscar 1994, organizada pela Academia de Artes e Ciências Cinematográficas.

## Elenco
- Ernesto Laguardia - Gabriel Botero
- Julieta Egurrola - Ignacia Botero
- Blanca Guerra - Julia
- Verónica Merchant - Natalia
- Bruno Bichir - Nicolás Botero
- Alberto Estrella - Guama Botero
- Alonso Echánove - Cariñoso
- Lucía Muñoz - Mireya Botero
- Luis Felipe Tovar - César
- Julián Pastor - Luján